# 楓丹白露拉斯維加斯
楓丹白露拉斯維加斯（Fontainebleau Las Vegas）是一座位於美國內華達州拉斯維加斯賭城大道上的酒店賭場，1950年代知名的楓丹白露邁阿密海灘之姐妹酒店。其68層樓的主體大樓樓高224公尺，是拉斯維加斯最高的摩天大樓。佔地24.5英畝（9.9公頃）。開發案耗资37亿美元，使其成为拉斯维加斯成本第二高的度假村。经过多年延宕，最终于2023年12月13日开业，包含173,000平方英尺（16,100平方）的赌场和3644间酒店客房。

## 開發案歷史
原始開發案包含95,000平方英尺（8,800平方）的賭場、60,000平方英尺（5,600平方）的水療空間、一座3,300席的表演藝術劇院、1,018間分契式飯店公寓、 180,000平方英尺（17,000平方）的零售空間、400,000平方英尺（37,000平方）的室內外會展中心、夜總會，以及24間餐廳和酒吧，后经多次修改。開發案在2007年4月30日破土動工，主體建築結構在2008年11月封頂。
楓丹白露度假村在2005年售予美高梅國際酒店集團，在出售前，時任楓丹白露度假村執行長的格蘭·史凱弗（Glenn Schaeffer）曾為度假村創造營收新高。但史凱弗在2009年5月無預警的離開楓丹白露。史凱弗是楓丹白露拉斯維加斯30億美元借貸案的主要負責人。

### 破產
在史凱弗離職後，楓丹白露拉斯維加斯的主要貸款銀行美國銀行拒絕提供資金，使得開發商楓丹白露拉斯維加斯公司（Fontainebleau Las Vegas LLC）在2009年6月宣告破產。楓丹白露的總承包商隨後對楓丹白露拉斯維加斯提出告訴，但兩間公司的持有人實際上同為傑弗瑞·索弗（Jeffrey Soffer）。索弗這項自己控告自己的舉動被認為是希望能迫使銀行提供貸款。開發案在約進行至約七成左右進度時停工，楓丹白露拉斯維加斯原本預計在2009年10月開幕。2009年7月，楓丹白露在破產法庭上獲准提前中止作為員工招募中心的辦公室租約，也獲准取消原本已排定在2010年前半取行的活動企劃。
2009年10月，Penn National Gaming考慮以3億美元購買已部分完工的度假村和其24.5英畝（9.9公頃）的土地，平均每英畝土地的價格為1,200萬美元，而在當時兩年前賭城大道的土地每英畝開價超過3,000萬美元。此外主建築的建造費用至停工時已耗資20億美元。

### 收購
2009年11月23日在佛州邁阿密舉行的破產法庭上，企業融資家卡爾·艾康（Carl Icahn）以1.56億美元擊敗Penn National Gaming贏得競標，取得楓丹白露拉斯維加斯的控制權。艾康的資金中包含5,100萬美元的破产保护企业（debtor-in-possession）貸款資金，可在度假村實際售出錢提供建物維護、員工薪水、其他開支，也免除了每週需要招開破產法庭來借貸或使用資金的麻煩。Penn National Gaming最高出價為1.45億美元。
截至2009年11月，繼續完成度假村開發案所需的資金估計為10至15億美元。
2010年2月8日，在沒有其他後續競標者的情況下，卡爾·艾康取得了開發案的部分持有權，支付了1.5億美元。
2010年10月，艾康出售了原本預計供酒店使用的傢俱和其他物件，包括地毯、床墊、各式傢俱等。關於拉斯維加斯楓丹白露度假村未來的計劃尚未對外公開。

### 再次转手
2017年8月，投资公司威科夫集团（Witkoff Group）和New Valley LLC以6亿美元联合收购了该项目。
2018年2月12日，威科夫集团宣布和萬豪國際集團合作，项目改名为德鲁拉斯维加斯（The Drew Las Vegas），预计在2020年底前开业。项目的新名称部分是为了纪念威科夫集团拥有者史蒂夫·威科夫的已故22岁儿子安德鲁·威科夫（Andrew Witkoff），他在2011年因过量服用羟考酮而死亡。
2019年4月，威科夫宣布开业时间将延迟到2022年第二季度以更好地确定建筑预算，他同时宣布，为了纪念他的儿子，度假村的大部分利润将用于旨在打击毒品成瘾的家族基金会。
2020年3月，建设工作因COVID-19疫情而暂停。几个月后，承包商因未付款项向法院申请总额达数百万美元的留置令。此外，最近加入项目的高管在疫情期间被解雇后起诉开发商未付工资，声称他们的雇员合同遭到违约。

### 回归枫丹白露

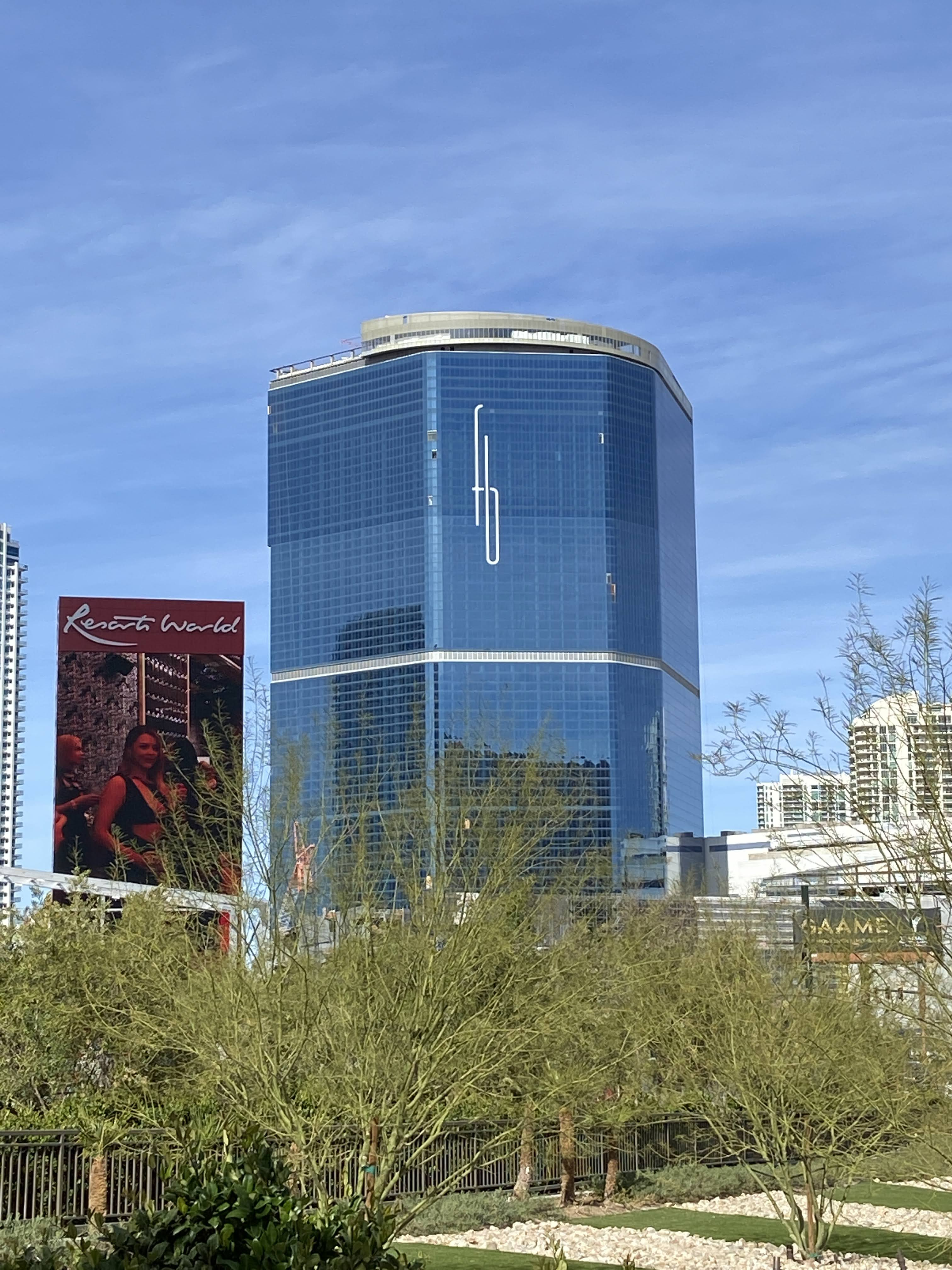
2022年，大楼装上枫丹白露标志

2021年2月，杰弗瑞·索弗通过他在佛罗里达的公司枫丹白露发展（Fontainebleau Development）联合科氏工业买回了此项目，并正在考虑已建成75%的该物业的未来发展。尽管所有权发生变化，万豪仍参与该项目。在收购时，德鲁的物业价值为6.155亿美元。2021年7月，万豪宣布酒店部分名为拉斯维加斯大道JW万豪酒店（JW Marriott Las Vegas Blvd），计划2023年10月开业。但万豪在10月宣布退出该项目，由枫丹白露自行经营酒店部分。
枫丹白露拉斯维加斯最终于2023年12月13日开业。

## 資料來源
1. ↑  CTBUH摩天大樓數據庫上的楓丹白露拉斯維加斯
2. ↑  楓丹白露拉斯維加斯在Emporis地產資料庫
3. ↑  SkyscraperPage数据库中楓丹白露拉斯維加斯的数据
4. ↑  Structurae数据库中楓丹白露拉斯維加斯的数据
5. 1 2  Steve Green. . The Las Vegas Sun. 2009-11-23  [2011-08-29]. （原始内容存档于2018-07-19）.
6. ↑  . Vegas Today and Tomorrow. 2010-09-29  [2011-08-29]. （原始内容存档于2021-02-18）.
7. ↑  . Las Vegas Review-Journal. 2007-08-08  [2023-04-11]. （原始内容存档于2023-04-16） （美国英语）.
8. ↑  Liz Benston. . The Las Vegas Sun. 2009-06-08  [2011-08-29]. （原始内容存档于2019-10-22）.
9. ↑  . Reuters. 2009-06-10  [2011-08-29]. （原始内容存档于2015-09-24）.
10. ↑  Arnold M. Knightly. . The Las Vegas Review-Journal. 2009-07-18  [2011-08-29]. （原始内容存档于2012-10-01）.
11. ↑  Staff writers. . The Las Vegas Review-Journal. 2009-08-20  [2011-08-29]. （原始内容存档于2012-10-01）.
12. ↑  Steve Green. . The Las Vegas Sun. 2009-07-17  [2011-08-29]. （原始内容存档于2019-09-21）.
13. ↑  Howard Stutz. . The Las Vegas Review-Journal. 2009-08-20  [2011-08-29]. （原始内容存档于2012-10-02）.
14. ↑  Arnold M. Knightly. . The Las Vegas Review-Journal. 2010-01-27  [2011-08-29]. （原始内容存档于2012-06-06）.
15. ↑  Steve Friess. . Agence France Presse. 2010-10-21  [2011-08-29]. （原始内容存档于2010-10-26）.
16. ↑  . Las Vegas Review-Journal. 2017-08-29  [2019-04-25]. （原始内容存档于2021-01-12） （美国英语）.
17. 1 2  . Las Vegas Review-Journal. 2018-02-12  [2019-04-25]. （原始内容存档于2020-10-31） （美国英语）.
18. ↑  . 2019-04-24  [2019-04-25]. （原始内容存档于2021-02-13） （英语）.
19. ↑  Segall, Eli. . Las Vegas Review-Journal. 2020-03-18  [2021-02-13]. （原始内容存档于2021-07-18）.
20. ↑  Segall, Eli. . Las Vegas Review-Journal. 2020-06-16  [2021-03-09]. （原始内容存档于2021-07-16）.
21. ↑  Segall, Eli. . Las Vegas Review-Journal. 2020-06-25  [2021-03-09]. （原始内容存档于2021-07-19）.
22. ↑  Horwath, Bryan. . Las Vegas Sun. 2021-02-12  [2021-02-13]. （原始内容存档于2021-02-15）.
23. ↑  Segall, Eli. . Las Vegas Review-Journal. 2021-02-11  [2021-02-13]. （原始内容存档于2021-07-16）.
24. ↑  Gittelsohn, John; Palmeri, Christopher. . Bloomberg. 2021-02-12  [2021-02-13]. （原始内容存档于2021-07-16）.
25. ↑  Segall, Eli. . Las Vegas Review-Journal. 2021-02-13  [2021-03-09]. （原始内容存档于2021-05-15）.
26. ↑  Segall, Eli. . Las Vegas Review-Journal. 2021-02-22  [2021-03-09]. （原始内容存档于2021-07-16）.
27. ↑  Segall, Eli. . Las Vegas Review-Journal. 2021-07-21  [2021-07-23]. （原始内容存档于2021-08-05）.
28. ↑  Moeller, Joe; Wright, Lucas. . KLAS. 2021-07-21  [2021-07-23]. （原始内容存档于2021-07-24）.
29. ↑  Segall, Eli. . Las Vegas Review-Journal. 2021-10-15  [2021-11-10]. （原始内容存档于2021-10-15）.
30. ↑  . KSNV. 2021-10-14  [2021-11-10]. （原始内容存档于2021-11-10）.

## 外部連結
- 拉斯維加斯楓丹白露度假村的示意圖和工程記錄 （页面存档备份，存于）